# Sojuz TM-14
Sojuz TM-14 (ros. Союз ТМ-14) – rosyjska załogowa misja kosmiczna, stanowiąca czternastą wyprawę na pokład stacji Mir.
Klaus-Dietrich Flade został drugim Niemcem na pokładzie stacji kosmicznej - pierwszym był Sigmund Jähn, który odwiedził w 1978 r. stację Salut 6. Flade przeprowadził 14 eksperymentów w ramach niemieckich przygotowań do programów budowy stacji kosmicznych Freedom i Columbus.
Podczas lądowania kapsuła doznała awarii, która doprowadziła do przewrócenia się modułu lądownika na grzbiet. Załoga nie była w stanie opuścić kapsuły dopóki nie została przewrócona do właściwej pozycji.